# Pieńkówko
Pieńkówko – wieś w Polsce położona w województwie zachodniopomorskim, w powiecie sławieńskim, w gminie Postomino.
W latach 1975–1998 miejscowość administracyjnie należała do województwa słupskiego.
Dawniej część wsi nazywano Mszanka i Mszane.
Inne miejscowości o nazwie Pieńkówko: Pieńkowo

## Zabytki
- pałac, park pałacowy[6].